# Bisbat de Ðà Nang
El bisbat de Ðà Nang (vietnamita: Giáo phận Đà Nẵng, llatí: Dioecesis Danangensis) és una seu de l'Església Catòlica a Vietnam, sufragània de l'arquebisbat de Huê. Al 2013 tenia 67.577 batejats sobre una població de 2.384.672 habitants. Actualment està regida pel bisbe Joseph Đăng Đúc Ngân.

## Territori
La seu episcopal és la ciutat de Ðà Nang, on es troba la catedral del Sagrat Cor de Jesús
El territori s'estén sobre 11.690 km², i està dividit en 50 parròquies.

## Història
La diòcesi va ser erigida el 18 de gener de 1963 amb la butlla Naturalis in vitae del papa Joan XXIII, prenent el territori de la diòcesi de Quy Nhon.

## Cronologia episcopal
- Pierre Marie Pham-Ngoc-Chi † (18 de gener de 1963 - 21 de gener de 1988 mort)
- François Xavier Nguyên Quang Sách † (21 de gener de 1988 - 6 de novembre de 2000 jubilat)
- Paul Nguyên Binh Tinh, P.S.S. (6 de novembre de 2000 - 13 de maig de 2006 jubilat)
- Joseph Chau Ngoc Tri (13 de maig de 2006 - 12 de març de 2016 nomenat bisbe de Lang Són i Cao Bang)
- Joseph Đăng Đúc Ngân, des del 12 de març de 2016

## Estadístiques
A finals del 2013, la diòcesi tenia 67.577 batejats sobre una població de 2.384.672 persones, equivalent al 2,8% del total.
| any  | població | població  | població | sacerdots | sacerdots       | sacerdots       | sacerdots             | diaques | religiosos | religiosos | parròquies |
| ---- | -------- | --------- | -------- | --------- | --------------- | --------------- | --------------------- | ------- | ---------- | ---------- | ---------- |
| any  | batejats | total     | %        | total     | clergat secular | clergat regular | batejats por sacerdot | diaques | homes      | dones      |            |
| 1970 | 106.766  | 1.110.000 | 9,6      | 81        | 77              | 4               | 1.318                 |         | 6          | 369        | 38         |
| 1974 | 91.583   | 1.500.000 | 6,1      | 90        | 83              | 7               | 1.017                 |         | 25         | 456        | 38         |
| 1990 | 42.500   | 1.600.000 | 2,7      | 45        | 45              |                 | 944                   |         | 1          | 286        | 36         |
| 1995 | 52.000   | 1.952.000 | 2,7      | 41        | 40              | 1               | 1.268                 |         | 1          | 328        | 33         |
| 2001 | 54.205   | 2.081.759 | 2,6      | 48        | 48              |                 | 1.129                 |         | 1          | 265        | 41         |
| 2003 | 57.870   | 2.183.369 | 2,7      | 61        | 61              |                 | 948                   |         |            | 368        | 41         |
| 2004 | 57.870   | 2.132.234 | 2,7      | 68        | 68              |                 | 851                   |         |            | 300        | 38         |
| 2006 | 60.231   | 2.300.000 | 2,6      | 65        | 61              | 4               | 926                   |         | 4          | 311        | 45         |
| 2013 | 67.577   | 2.384.672 | 2,8      | 74        | 63              | 11              | 913                   |         | 13         | 218        | 50         |